# Казачков, Борис Яковлевич
Борис Яковлевич Казачко́в (2 апреля 1901—12 июня 1944) — советский режиссёр. Участник Великой Отечественной войны.

## Биография и творчество
Родился 2 апреля 1901 года. Учился в театральной студии Ф. Ф. Комиссаржевского. По её окончании в 1925 году начал работать в кино. Принимал участие в съёмках вначале в качестве помощника режиссёра, затем в качестве его ассистента. Снимал фильмы на различных киностудиях страны.
За свою недолгую жизнь Казачков успел создать лишь несколько кинолент. Первая его постановка — фильм «По ту сторону», снятый в 1930 году по роману Виктора Кина. Следующие работы режиссёра — это картины «Ищу протекции», «На этом свете» (обе сняты в 1932-м), а также фильм «Флаг стадиона», созданный в 1935 году. В 1936-м Борис Казачков поставил детскую киноленту «Чудесный корабль», в 1940-м — фильм «Асаль». Последней его киноработой стала лента «Прокурор», снятая в 1941 году в творческом союзе с известным режиссёром и сценаристом Евгением Алексеевичем Ивановым-Барковым.
Началась Великая Отечественная война, и Казачков ушёл на фронт. 12 июня 1944 года он погиб.

## Фильмография

### Режиссёр
- «По ту сторону» (1930)
- «Ищу протекции» («Протекция») (1932)
- «На этом свете» (1932)
- «Флаг стадиона» (1935)
- «Чудесный корабль» (1936)
- «Асаль» (1940)
- «Прокурор» (1941, совм. с Е. А. Ивановым-Барковым)

### Автор сценария
- «Ищу протекции» («Протекция») (1940)[2]